# 야신 루아티
야신 루아티(프랑스어: Yacine Louati, 1992년 3월 4일~)는 프랑스의 배구 선수로 포지션은 아웃사이드 히터이다. 현재 페네르바흐체와 프랑스 배구 국가대표팀 소속으로 활동하고 있다. 2020년 하계 올림픽에서 프랑스 대표 선수로서 금메달을 획득했다.